# Saint-Martin-en-Campagne
Saint-Martin-en-Campagne is een dorp en voormalige gemeente in de Franse gemeente Petit-Caux in het departement Seine-Maritime in de regio Normandië. De voormalige gemeente telt 1000 inwoners (1999). De plaats maakt deel uit van het arrondissement Dieppe.

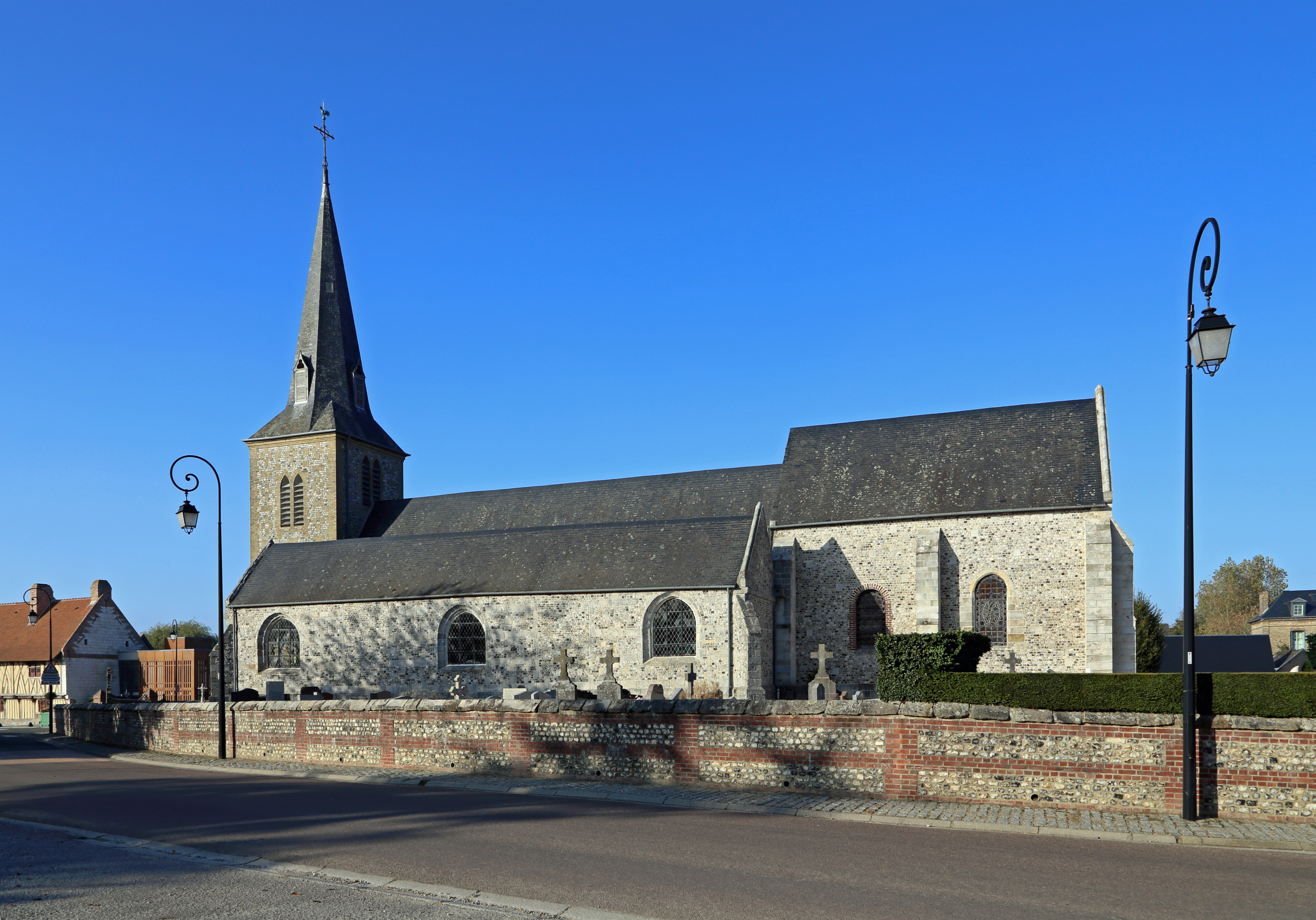
Église Saint-Martin

## Geschiedenis
Oude vermeldingen van de plaats gaan terug tot 13de eeuw als Sancti Martini in Campania. De 18de-eeuwse Cassinikaart toont het dorpje St. Martin en Campagne.
Op het eind van het ancien régime eind 18de eeuw, toen de gemeenten werden gecreëerd, werd Saint-Martin-en-Campagne een gemeente.
De gemeente Saint-Martin-en-Campagne, waar ook de kustplaats Saint-Martin-Plage deel van uitmaakte, is op 1 januari 2016 gefuseerd met de gemeenten Assigny, Auquemesnil, Belleville-sur-Mer, Berneval-le-Grand, Biville-sur-Mer, Bracquemont, Brunville, Derchigny, Glicourt, Gouchaupre, Greny, Guilmécourt, Intraville, Penly, Saint-Quentin-au-Bosc, Tocqueville-sur-Eu en Tourville-la-Chapelle tot de commune nouvelle Petit-Caux. Saint-Martin-en-Campagne werd de hoofdplaats van deze fusiegemeente.

## Geografie
De oppervlakte van Saint-Martin-en-Campagne bedraagt 6,9 km², de bevolkingsdichtheid is 144,9 inwoners per km². Saint-Martin-en-Campagne ligt aan Het Kanaal. In het noorden van de voormalige gemeente ligt de badplaats Saint-Martin-Plage, die vergroeid is met het gehucht le Petit Berneval in het naburige Berneval-le-Grand. Net ten oosten van Saint-Martin-Plage ligt nog het gehucht Vassonville.
De onderstaande kaart toont de ligging van Saint-Martin-en-Campagne met de belangrijkste infrastructuur en aangrenzende gemeenten.

## Bezienswaardigheden
- De Église Saint-Martin

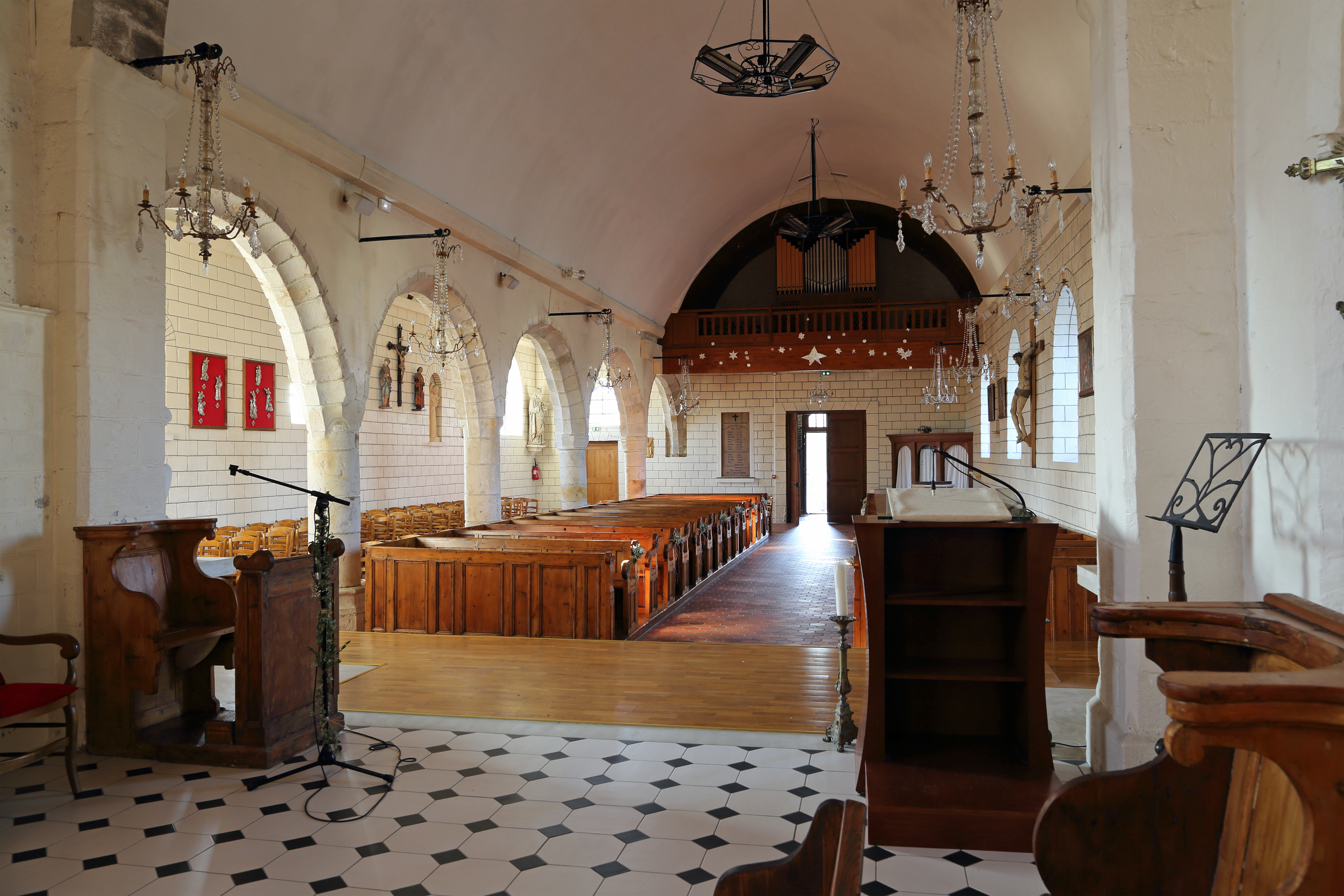
Interieur van de Église Saint-Martin
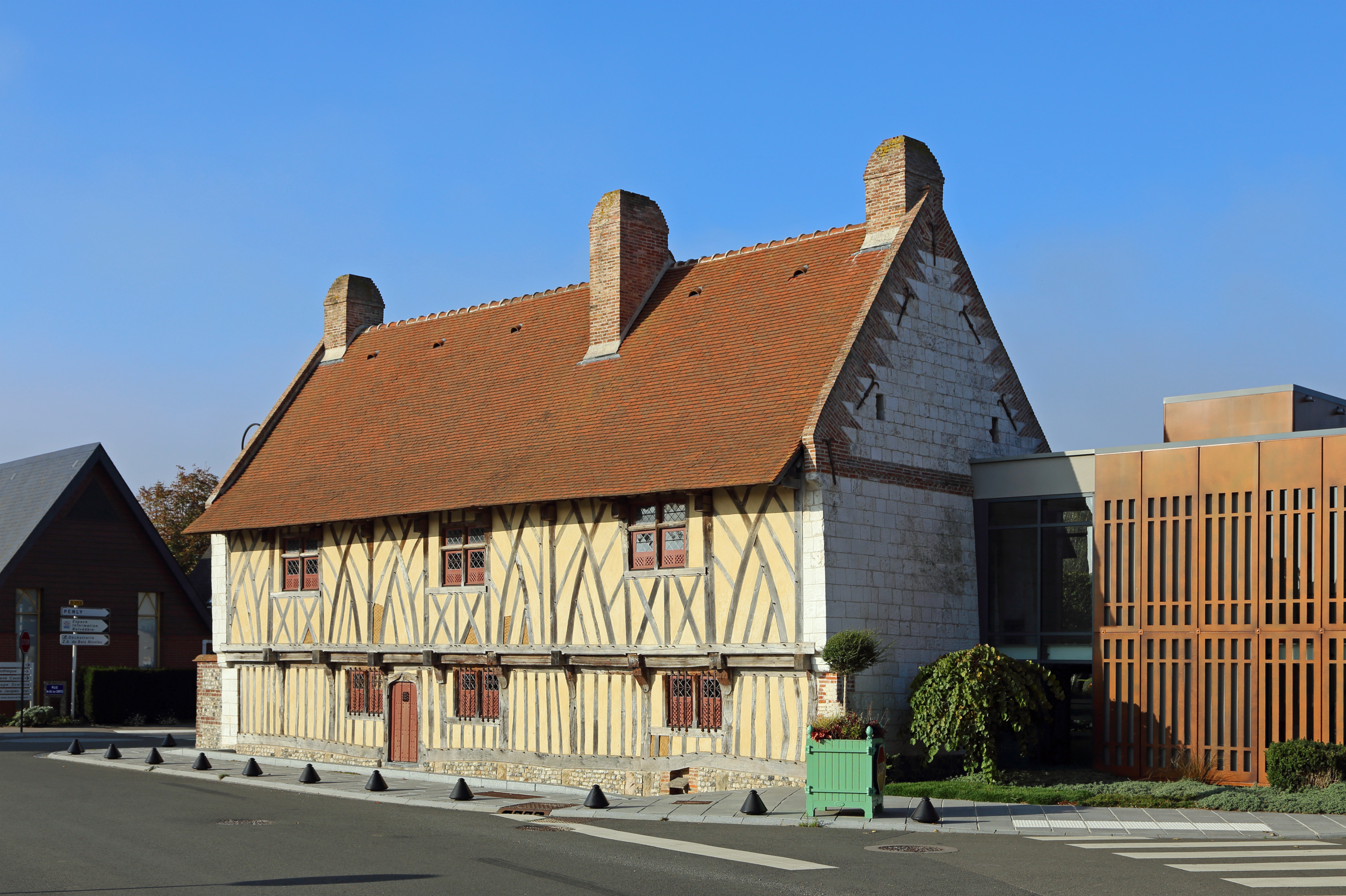
Het Maison Mercier (historisch monument)
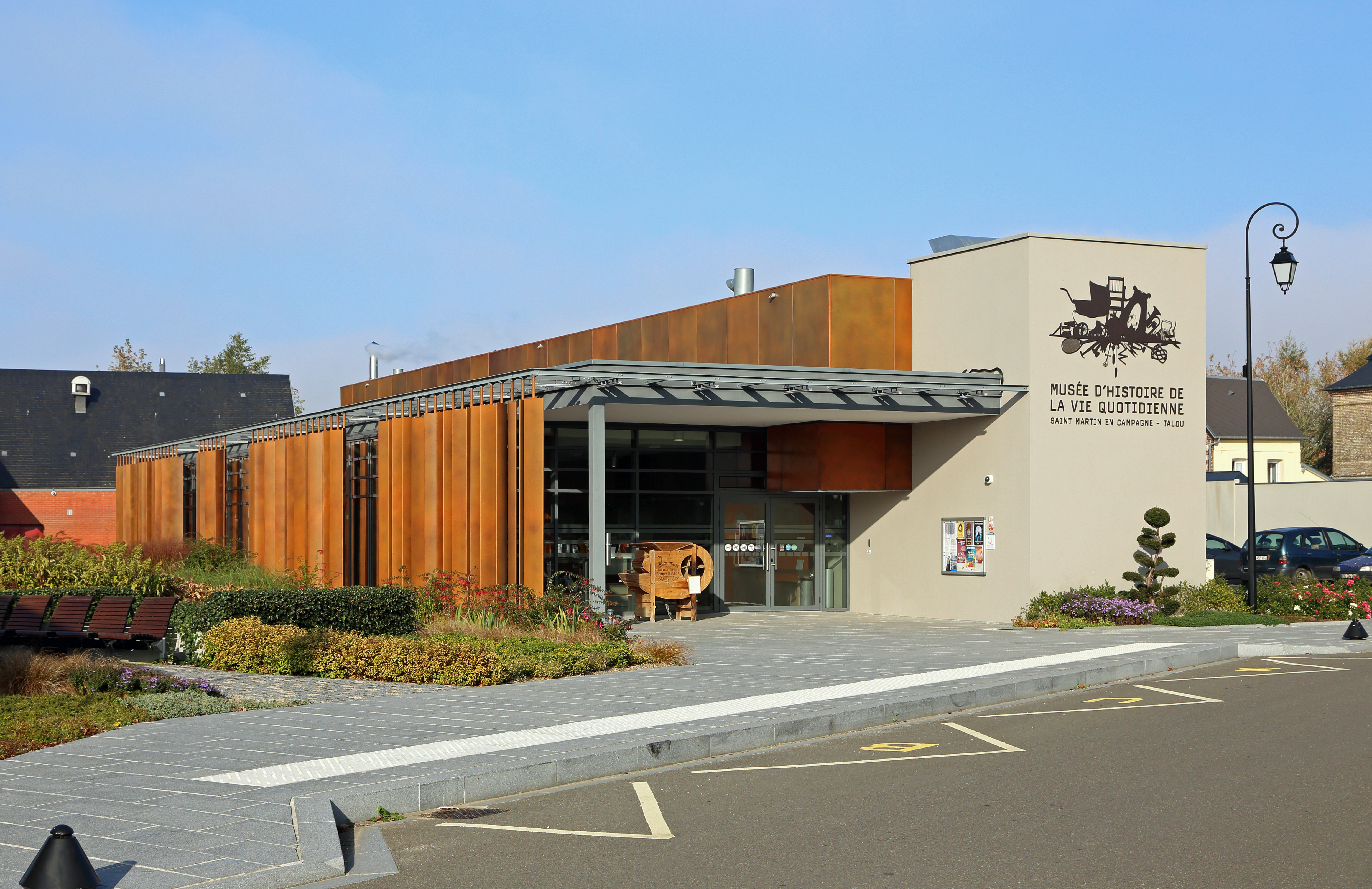
Het Musée d'histoire de la vie quotidienne (Museum van de Geschiedenis van het Dagelijkse Leven)

## Demografie
Onderstaande figuur toont het verloop van het inwonertal (bron: INSEE-tellingen).